# Where Are You Now, My Son?
Where Are You Now, My Son? ist der Titel eines Musikalbums von Joan Baez aus dem Jahr 1973. Das darauf enthaltene gleichnamige vertonte Gedicht ist mit einer Dauer von 21 Minuten der längste Einzeltitel unter allen von Baez bislang veröffentlichten Liedern.

## Inhalte und Hintergründe
Joan Baez war an zahlreichen Protestmärschen und anderen politischen Aktionen gegen den Vietnamkrieg beteiligt. 1972 reiste sie in der Weihnachtszeit mit einer Delegation der Friedensbewegung nach Nordvietnam. Dort wurde sie von der US-Militäraktion Operation Linebacker II (bekannt auch als Christmas Bombings) überrascht, bei dem die US-Luftwaffe zwölf Tage lang Hanoi massiv bombardierte. Das vertonte Gedicht Where Are You Now, My Son?, das mit live aufgenommenen Tonbandaufzeichnungen des Geschehens untermalt ist, gibt Baez’ Eindrücke der Bombardements in Hanoi wieder.  Neben Joan Baez sind Barry Romo, Michael Allen und der Menschenrechtsanwalt Telford Taylor zu hören, mit dem Baez Nordvietnam besuchte.
Aus dem Text des Plattencovers:
"...The war in Indochina is not yet over, and the war against violence has barely begun...." (frei übersetzt: „… Der Krieg in Indochina ist noch nicht vorbei, und der Krieg gegen Gewalt hat gerade erst begonnen …“) - Joan Baez
Die Stücke der anderen Plattenseite, geschrieben von Baez, Mimi Fariña und Hoyt Axton, wurden im Januar 1973 in Nashville aufgenommen. 

## Titelliste
1. Only Heaven Knows
2. Less Than the Song (Hoyt Axton)
3. A Young Gypsy
4. Mary Call (Mimi Fariña)
5. Rider, Pass By
6. Best of Friends (Mimi Fariña)
7. Windrose
8. Where Are You Now, My Son?